# Zindel
Zindel az Amerikai Egyesült Államok északnyugati részén, Washington állam Asotin megyéjében elhelyezkedő kísértetváros.
Zindel postahivatala 1902 és 1912 között működött. A település nevét M. W. Zindal telepesről kapta.

## Fordítás
Ez a szócikk részben vagy egészben  a   Zindel, Washington című angol Wikipédia-szócikk ezen változatának fordításán alapul.  Az eredeti cikk szerkesztőit annak laptörténete sorolja fel. Ez a jelzés csupán a megfogalmazás eredetét és a szerzői jogokat jelzi, nem szolgál a cikkben szereplő információk forrásmegjelöléseként.